# Rhyssemus pertinax
Rhyssemus pertinax är en skalbaggsart som beskrevs av Vladimir Balthasar 1961. Rhyssemus pertinax ingår i släktet Rhyssemus och familjen Aphodiidae. Inga underarter finns listade i Catalogue of Life.